# Purple People Eaters

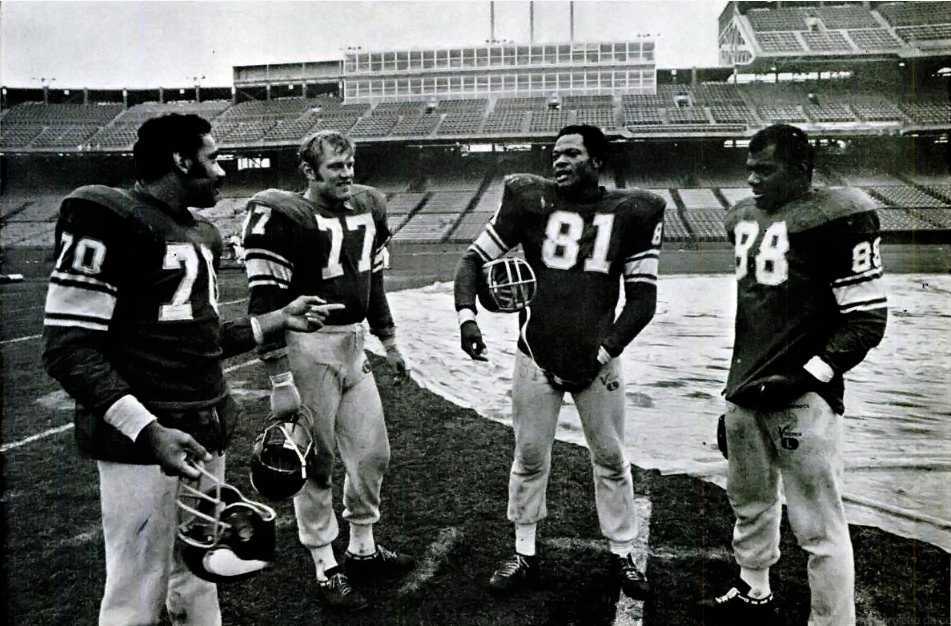
Les Purple People Eaters (1970).

Les Purple People Eaters, ou parfois Purple Gang, est le surnom donné à quatre joueurs formant la première ligne défensive de l'équipe de football américain des Vikings du Minnesota de la fin des années 1960 à la fin des années 1970.
Ce surnom est une référence à la chanson populaire The Purple People Eater (en) (1958), à l'efficacité de la défense et la couleur de leurs uniformes.
Cette ligne était composée des defensive tackles Alan Page et Gary Larsen (en) et des defensive ends Carl Eller et Jim Marshall.